# Черано (Верона)
Черано је насеље у Италији у округу Верона, региону Венето.
Према процени из 2011. у насељу је живело 174 становника. Насеље се налази на надморској висини од 120 м.